# Torrione di Coenzo
Der Torrione di Coenzo ist ein spätmittelalterlicher Turm im Ortsteil Coenzo der Gemeinde Sorbolo in der italienischen Region Emilia-Romagna. Er diente zur Kontrolle des Übergangs über den benachbarten Enza-Bach und ist heute das älteste Gebäude in Sorbolo. Zusammen mit seinem Zwillingsturm, der einst auf dem linken Ufer des Enza-Baches stand, ist er auf einer alten Karte abgebildet, die heute im Staatsarchiv von Parma aufbewahrt wird. Eine aus zwei Kontrolltürmen bestehende Verteidigungsanlage gab es auch am benachbarten Parma-Bach in der Nähe von Copermio.

## Geschichte

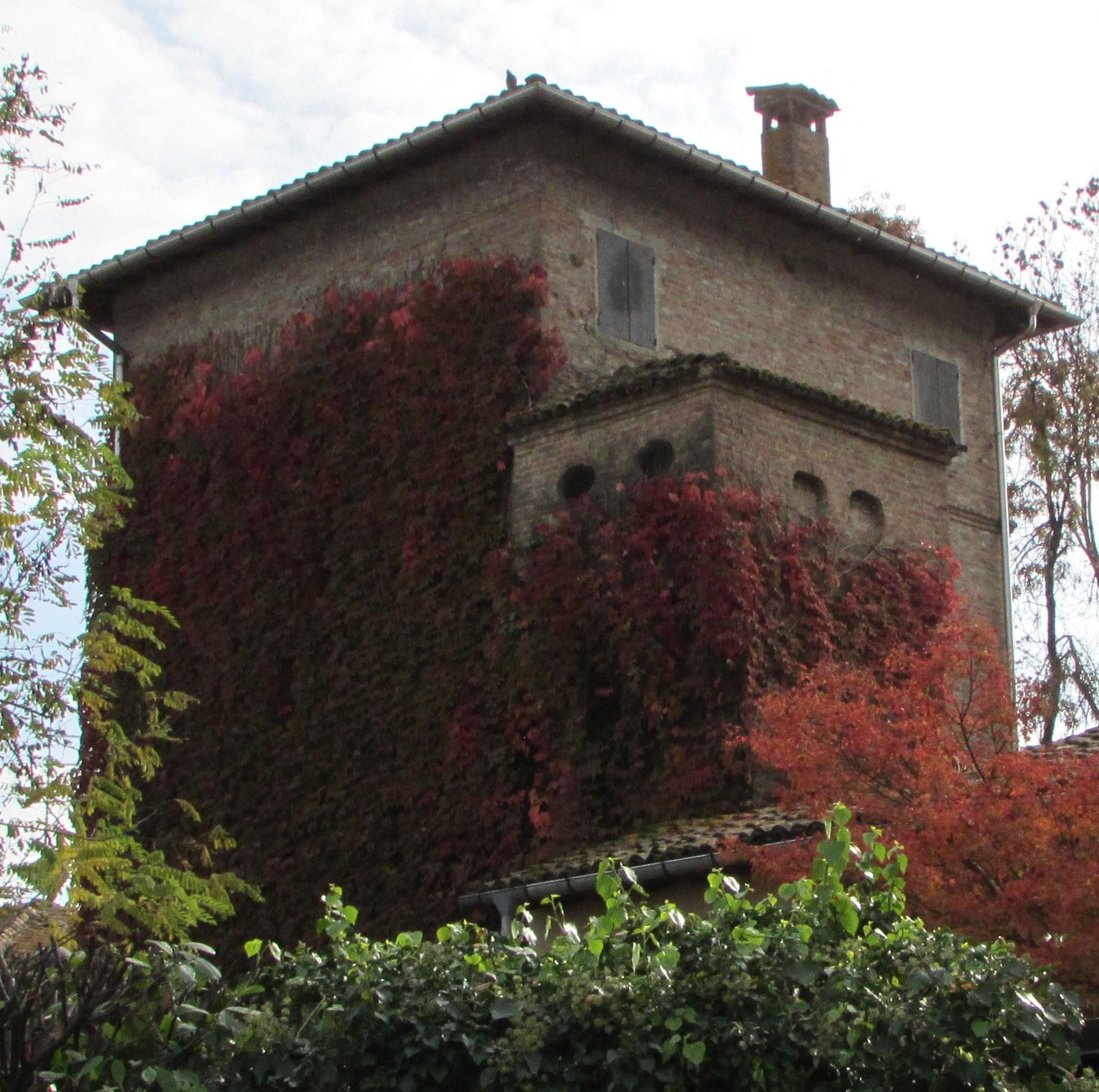
Detailansicht des Turms von Nordwesten

1266 verfügte der Bürgermeister von Parma, Alberigo Suardi, dass in Coenzo eine Burg errichtet werden sollte. 1284 ist die Existenz von zwei Türmen dokumentiert, einer auf jedem Ufer des Enza-Baches, verbunden mit schweren Ketten, um den Bootsverkehr auf dem Wasserlauf zu kontrollieren und den Frieden in der Stadt Parma aufrechtzuerhalten.
1317 nahm Giberto III. da Correggio, der durch eine Revolte aus der Stadt Parma vertrieben worden war, den Turm auf dem rechten Ufer des Enza-Baches in Besitz. Am 24. Mai desselben Jahres eroberte die Stadt Parma den besetzten Turm zurück. Zwei Tage später versuchte Giberto III. da Correggio einen Schlag gegen den linken Turm; die Soldaten der Garnison zündeten das Gebäude aber an. 1329 ließ Matteo da Correggio die beiden Türme abreißen, um die Nutzung durch die Stadt Parma zu verhindern. Die Türme wurden 1334 ebenfalls von der Familie Da Correggio wieder aufgebaut.
1346 bemächtigte sich Luchino Visconti der Verteidigungsanlage von Coenzo; zwei Jahre später wurden Erhaltungsarbeiten an den Türmen und der Brücke durchgeführt.